# Mericisca perpictaria
Mericisca perpictaria là một loài bướm đêm trong họ Geometridae.